# Hans Heinrich Borcherdt
Hans Heinrich Borcherdt (* 14. August 1887 in Breslau; † 27. Dezember 1964 in München) war ein deutscher Germanist, Sprachwissenschaftler und Theaterhistoriker.

## Leben
Borcherdt war Sohn eines preußischen Offiziers. Er studierte an den Universitäten von Rostock, Breslau und München, dort unter anderem bei Franz Muncker. 1911 wurde er mit dem Thema Andreas Tscherning als deutscher Lyriker promoviert. Anschließend arbeitete er am Goethe- und Schillerarchiv in Weimar. Von 1913 bis 1915 war er als Lektor im Münchner Georg Müller Verlag tätig. 1915 habilitierte er sich in deutscher Literaturgeschichte zu dem Thema Augustus Buchner und seine Bedeutung für die deutsche Literatur des 17. Jahrhunderts. 1915 wurde er in München Privatdozent, und von 1920 bis 1942 lehrte er als a. o. Professor Neuere deutsche Literatur und hatte einen Lehrauftrag für Theaterwesen (seit WS 1921/1922). 1926 übernahm er die Leitung des neu gegründeten Instituts für Theatergeschichte in München. Im Jahre 1931 wurde Borcherdt Mitglied im Kampfbund für deutsche Kultur. Zwischenzeitlich lehrte er 1932 als Gastprofessor an der Columbia-Universität in New York und 1934 in Athen. 1938 wurde er nebenamtlicher Dozent und Fachlehrer am Erziehungsseminar der Adolf-Hitler-Schule auf der Ordensburg Sonthofen.
1942 wurde er als Ordinarius nach Königsberg berufen. 1945 kehrte er nach München zurück. Im gleichen Jahr wurde er Lehrbeauftragter, 1947 ordentlicher Professor und Vorstand am Institut für Deutsche Philologie in München. 1954 wurde Borcherdt emeritiert.
Borcherdt gilt als wichtiger deutscher Neuphilologe, der an der Universität München zahlreiche Schüler gefunden hat, unter ihnen Johannes Alt, Sigrid Metken und Gertrud Benker. Am Beispiel von Goethes Wilhelm Meister entwickelte er die Drei-Phasen-Lehre des Bildungsromans, den er in den Schritten Jugendjahre, Wanderjahre und Läuterung sieht.

## Schriften
- Geschichte des Romans und der Novelle in Deutschland. I. Teil (Alles!): Vom frühen Mittelalter bis Wieland. Leipzig, Weber 1926
- Schiller. Seine geistige und künstlerische Entwicklung, Leipzig 1929
- Das europäische Theater im Mittelalter und in der Renaissance, J. J. Weber, Leipzig, 1934 (bis 1969 zahlreiche Neuauflagen)
- Dichter und Wissenschaftler. Ernst Bertram 50-jährig, 1934.
- Der Roman der Goethezeit. Port Verlag, Urach / Stuttgart, 1949
- Schillers Werke: Nationalausgabe. Bühnenbearbeitungen,  hrsg. von Hans Heinrich Borcherdt. Bd. 13-14 H. Böhlaus Nachf., 1996, ISBN 978-3-7400-1011-9.